# La Parada del Zarcido
La Parada del Zarcido är en ort i Mexiko.   Den ligger i kommunen Zaragoza och delstaten San Luis Potosí, i den centrala delen av landet, 300 km nordväst om huvudstaden Mexico City. La Parada del Zarcido ligger 2 069 meter över havet och antalet invånare är 570.
Terrängen runt La Parada del Zarcido är kuperad åt sydost, men åt nordväst är den platt. Runt La Parada del Zarcido är det ganska glesbefolkat, med 31 invånare per kvadratkilometer. Närmaste större samhälle är Zaragoza, 5,7 km sydväst om La Parada del Zarcido. Omgivningarna runt La Parada del Zarcido är i huvudsak ett öppet busklandskap.